# إيفرت روجرز
إيفرت روجرز (بالإنجليزية: Everett Rogers)‏ هو عالم اجتماع أمريكي، ولد في 6 مارس 1931 في كارول في الولايات المتحدة، وتوفي في 21 أكتوبر 2004 في ألباكركي في الولايات المتحدة.